# جورج وينوكور
جورج وينوكور (بالإنجليزية: George Winokur)‏ (من مواليد 10 فبراير 1925 - وتُوفي في 12 أكتوبر 1996)هو طبيب نفسي أمريكي معروف بالمساهمات المؤثرة في معايير التشخيص وتصنيف والانتقال الوراثي لاضطراب المزاج.

## تعليمه
حصل وينوكور على درجة الماجستير من كلية الطب بجامعة ميريلاند في عام 1947، ثم انتقل إلى كلية الطب بجامعة واشنطن عام 1954، وأصبح أستاذًا في عام 1966. وفي عام 1971 انتقل إلى رئاسة قسم الطب النفسي في جامعة آيوا كلية طب روي ج. ولوسيل أ. كارفر حتى عام 1990، وبقي كأستاذ فخري حتى وفاته في عام 1996.

## المساهمات في الطب النفسي
من المعروف أن كوينوكور لعب دورًا رئيسيًا في تطويرالمعايير التشخيصية للاضطرابات النفسية في الخمسينات، ولا سيما جنبًا إلى جنب مع ايلي روبينز وصموئيل غوز. وقد نشرت هذه المقترحات بشكل مؤثر على أنها ما يسمى بمعايير فينر في عام 1972، والتي أصبحت المادة الأكثر استشهادًا في الطب النفسي وشكلت معايير الدليل التشخيصي والإحصائي للاضطرابات النفسية من الجمعية الأمريكية للأطباء النفسيين.
ومن المعروف أيضًا عن وينوكور مساهماته المؤثرة في تحديد النمط الوراث للاضطرابات العاطفية، مثل وراثة اضطراب ثنائي القطب. قدّم كوينوكور مساهمات جوهرية، في كثير من الأحيان جنبًا إلى جنب مع باولا كلايتون، في التفرقة بين اضطراب ثنائي القطب والاكتئاب، وكان واحدًا من أوائل الأشخاص في أمريكا لوصف الليثيوم كعلاج للهوس. ووجه «دراسات أيوا 500» لدراسة الاكتئاب والهوس والفصام. نشر كوينوكور على نطاق واسع، أكثر من 400 مقالة وفصل في الكتب بالإضافة إلى 20 من الكتب المدرسية والدراسات.
ما لا يعرفه الكثير ن الناس أن وينوكور كان لديه شكوك كبيرة حول تطوير معايير التشخيص. وبينما اعتبرها تحسنًا، كتب أنه كان من الخيال أن البيانات يمكن أن تتحدث عن نفسها، وأنه كان من المستحيل القضاء على الحفحص السريري في التشخيص، أو الإهمال أو عدم الاتساق في كيفية تطبيق المعايير. كتب وينوكور في عام 1988 مقال نشره جاء فيه: «أصبح تشكيل مجموعات جديدة من معايير التشخيص في الطب النفسي الأمريكي صناعة منزلية مع محاولة قليلة لمراقبة الجودة».